# Михайлов, Лев Михайлович
Лев Михайлович Михайлов (Елинсон) (12 (24) ноября 1872, Екатеринодар — 5 марта 1928, Ленинград) — большевик (партийный псевдоним — Политикус), председатель первого легального Петербургского комитета РСДРП(б).

## Биография
Родился в семье служащего.
Член РСДРП с 1903 года.
Участвовал в Декабрьском вооружённом восстании 1905 года в Москве.
С 1905 года – член Литературно-лекторской группы при МК РСДРП.
В 1906 году входил в группу организаторов и редакторов газет «Звезда» и «Правда». В марте — мае 1917 года — председатель первого легального Петербургского комитета РСДРП(б). На выборах в Выборгскую районную думу победу одержали большевики (39 гласных из 67) и Михайлов становится председателем районной управы.
В октябре 1917 года — член Выборгского районого ревкома (г. Петроград), затем член президиума Петроградского губисполкома.
С октября 1921 года до июня 1922 года — дипломатический представитель РСФСР в Норвегии.
В 1923—1924 годах — полномочный представитель Наркомата иностранных дел СССР при СНК Туркестанской АССР, одновременно член Среднеазиатского бюро ЦК РКП(б).
В 1924—1928 годах — ответственный секретарь Всесоюзного общества старых большевиков.
Делегат VI, XIII, XIV и XV съездов партии.
Похоронен на Марсовом поле в Санкт-Петербурге.

## Труды
- Номад (псевд. Е. А. Гнедина), Политикус От плана Дауэса к плану Юнга М., «Московский рабочий», 1929

## Память
В 1930 году в его честь названа улица Михайлова в Ленинграде.